# 河村郡
河村郡是過去屬於伯耆國的郡。已於1896年3月29日與久米郡、八橋郡合併為東伯郡。

## 歷史
根據『和名抄』，河村郡過去下轄笏賀、舎人、多駄、埴見、日下、河村、竹田、三朝等8鄉。

### 年表
- 1889年10月1日：實施町村制，河村郡下轄：三朝村、東竹田村、西竹田村、源村、賀茂村、高勢村、鼎村、三德村、竹田村、小鹿村、神中村、東鄉村、松崎村、花見村、舎人村、泊村、久津賀村、三橋村、長瀨村、淺津村、橋津村、日下村、西鄉村。（23村）
- 1896年3月29日：與久米郡、八橋郡合併為東伯郡。